# Markus Binkert
Markus Binkert (* 13. Februar 1972) ist ein Schweizer Manager und derzeitiger CEO der SV Group. Zudem wurde er vom Bundesrat im März 2025 zum Vizepräsidenten von Schweiz Tourismus gewählt.

## Leben
Binkert ist eidgenössisch diplomierter Hotelier der École hôtelière de Lausanne und hält einen Master of Business Administration (MBA) in Finance, Accounting and Management & Strategy der Kellogg Graduate School of Management, Northwestern University. Den grössten Teil seiner beruflichen Karriere war er in verschiedenen Funktionen für Swiss International Air Lines respektive für die Lufthansa Group tätig. Von 2016 bis 2024 war Binkert als Vertreter der Swiss Mitglied des Vorstands von Schweiz Tourismus. Von 2020 bis 2024 war er Chief Financial Officer und Mitglied der Geschäftsleitung von Swiss International Air Lines. Seit August ist er Chief Executive Officer der SV Group. Am 21. März 2025 wurde er vom Bundesrat zum neuen Vizepräsidenten und Vorstandsmitglied von Schweiz Tourismus für die laufende Amtsperiode 2024–2027 gewählt. Die bisherige Vizepräsidentin von Schweiz Tourismus, Catherine Mühlemann, trat per Ende März 2025 aus dem Vorstand von Schweiz Tourismus zurück.
Gemeinsam mit Tyler Brûlé, Thomas Maechler (früherer Hoteldirektor Réserve Eden au Lac) und dem Gastronomen Marc Wegenstein hat Markus Binkert zudem als Nebenprojekt im Jahr 2024 den Gasthof Oxen in Küsnacht, einer Gemeinde im Kanton Zürich (Schweiz) übernommen.
Binkert ist verheiratet und hat zwei Kinder.